# Rayleigh–Riabouchinskys paradox
Rayleigh–Riabouchinskys paradox, uppkallad efter Lord Rayleigh och Dimitri Pavlovitch Riabouchinsky är en skenbar paradox som kan uppstå när man försöker använda dimensionsanalys på Boussinesqs problem. Analysen av den visar främst på hur man endast skall använda relevanta variabler när man skall beskriva ett problem.
Boussinesqs problem befinner sig i gränslandet mellan flödesdynamik och termodynamik, och består i att bestämma mängden värmeflödet {\displaystyle H\,} ur en termisk ledare i ett invisköst flöde med flödeshastighet {\displaystyle v\,}. Rayleigh visade att om {\displaystyle K\,} är värmeledningsförmågan, {\displaystyle C\,} är specifika värmet för fluiden, {\displaystyle \theta } är skillnaden i temperatur och {\displaystyle \ell } är en typisk längd för ledaren, så är på dimensionlös form:
{\displaystyle {\frac {H}{k_{B}\ell \theta }}=f\left({\frac {\ell vC}{K}}\right)}
där {\displaystyle f\,} är en godtycklig funktion och {\displaystyle k_{B}\,} är Boltzmanns konstant. 
Det dröjde dock inte mer än fyra månader innan Riabouchinsky publicerade en kommentar, i vilken han påpekade att ovanstående endast stämmer om temperaturen var oberoende av massan, längden och tiden, samt att den kinetiska gasteorin vet att temperaturen i själva verket är medelvärdet av temperaturernas kinetiska energi. Han hävdade därför att uttrycket måste modifieras till
{\displaystyle {\frac {H}{k_{B}\ell \theta }}=f\left({\frac {\ell vC}{K}},C\ell ^{3}\right)}
vilket är ett mindre givande resultat, som säger mindre om värmeflödet. Rayleigh svarade också
| ”               | det skulle verkligen vara paradoxalt om ökad kunskap om värmens natur vi får genom teorin om molekyler skulle försätta oss i en värre position än tidigare när vi behandlar ett visst problem | „ |
| – Lord Rayleigh | |   |

## Lösning av paradoxen
Paradoxen uppkommer p.g.a. att man blandar ihop mikroskopiska egenskaper med makroskopiska egenskaper. I den kinetiska gasteorin betraktas gasmolekyler som partiklar eller punktmassor. I en makroskopisk betraktelse, som i detta fall, bortser man avsiktligt från materiens atomära uppbyggnad och mikroskopiska egenskaper – som t.ex. de enskilda molekylernas kinetiska energi – där de ersatts av motsvarande makroskopiska variabler – som temperatur och tryck. Att blanda mikroskopiskt och makroskopiskt betraktelsesätt leder till ett sammelsurium.